# Municipio de Richwood (Minnesota)
El municipio de Richwood (en inglés: Richwood Township) es un municipio ubicado en el condado de Becker en el estado estadounidense de Minnesota. En el año 2010 tenía una población de 662 habitantes y una densidad poblacional de 7,1 personas por km².

## Geografía
El municipio de Richwood se encuentra ubicado en las coordenadas 46°55′15″N 95°52′22″O / 46.92083, -95.87278. Según la Oficina del Censo de los Estados Unidos, el municipio tiene una superficie total de 93.21 km², de la cual 89,95 km² corresponden a tierra firme y (3,5 %) 3,26 km² es agua.

## Demografía
Según el censo de 2010, había 662 personas residiendo en el municipio de Richwood. La densidad de población era de 7,1 hab./km². De los 662 habitantes, el municipio de Richwood estaba compuesto por el 90,79 % blancos, el 0,15 % eran afroamericanos, el 4,23 % eran amerindios, el 0,15 % eran isleños del Pacífico y el 4,68 % eran de una mezcla de razas. Del total de la población el 0,45 % eran hispanos o latinos de cualquier raza.